# Best (Bonnie Tyler japán lemez)
A Best Bonnie Tyler 1981-es japán kiadású 33 1/3 fordulatszámú hanglemeze. Csak Japánban jelent meg 1981-ben, és az énekesnő tizenkét, 1978 és 1981 között felvett dala szerepel rajta. Érdekessége, hogy csak ezen a válogatásalbumán hallható a Sayonara Tokyo című dala, ami szintén csak a szigetország számára készült.
A hanglemez az 1979-es, szintén japán kiadású "The Best Of" újrakiadása, az akkori, tizenhárom dalt tartalmazó kiadványra azonban nem teljesen ugyanazok a dalok kerültek fel, és a borítója is eltérő. Az összeállítás producere George Kage. A Best csak hanglemez formátumban jelent meg, és szerepel rajta többek között az It's a Heartache, az If I Sing You a Love Song, a tokiói dalversenygyőztes Sitting on the Edge of the Ocean és a Gonna Get Better, aminek szövegét Bonnie szerezte. A lemezből mára igen kevés példány lelhető fel, ezért az eladásra kínált darabokat igen borsos áron kínálják. A kiadványhoz japán nyelvű életrajz és angol nyelvű dalszöveg, valamint OBI strip is tartozik. A borítóterv Osamu Nagakawa alkotása.

## Számlista
| #  | Dalcím                                  | Zeneszerző                       | Producer      | Hossz |
| -- | --------------------------------------- | -------------------------------- | ------------- | ----- |
| A1 | It’s a Heartache                        | Scott / Wolfe                    | Scott / Wolfe | 3:30  |
| A2 | Sitting on the Edge of the Ocean        | Scott / Wolfe                    | Scott / Wolfe | 3:21  |
| A3 | If I Sing You a Love Song               | Scott / Wolfe                    | Scott / Wolfe | 4:46  |
| A4 | Too Good to Last                        | Scott / Wolfe                    | Scott / Wolfe | 3:46  |
| A5 | Louisiana Rain                          | Tom Petty                        | Scott / Wolfe | 4:29  |
| A6 | Whiter Shade of Pale                    | Reid / Broker                    | Scott / Wolfe | 4:29  |
| B1 | Sayonara Tokyo                          | Chrutchfield / Nakahata-Nakamura | Scott / Wolfe | 4:17  |
| B2 | Goodbe to the Island                    | Scott / Wolfe                    | Scott / Wolfe | 3:16  |
| B3 | Gonna Get Better*                       | Tyler / Hopkins                  | Scott / Wolfe | 3:54  |
| B4 | Living for the City                     | Stevie Wonder                    | Scott / Wolfe | 3:43  |
| B5 | (You Make Me Feel Like) a Natural Woman | King                             | Scott / Wolfe | 3:06  |
| B6 | Somethimes When We Touch                | Hill                             | Scott / Wolfe | 4:19  |